# Aït Chafâa
Aït Chafâa è un comune dell'Algeria, situato nella provincia di Tizi Ouzou.